# Râul Akhuryan
Râul Akhuryan (în armeană Ախուրյան, în turcă otomană ارپه چاى, în turcă Arpaçay) este un râu care străbate ținuturile înalte armenești din Caucazul de Sud. Este afluentul stâng al râului Araks. În cursul superior, traversează teritoriul Armeniei; în cursul inferior, curge de-a lungul graniței armeano-turce. Iese din rezervorul Arpilich și se varsă în Araks în apropierea satului Bagaran.

## Istorie
O importantă inscripție urarteană din secolul al VIII-lea î.Hr., descoperită în Sarykamysh, menționează orașul Akhuriani, care este asociat cu numele râului Akhuryan. Aceasta reprezintă una dintre cele mai vechi mențiuni ale numelui râului.
De asemenea, numele "Akhuryan" este menționat și de istoricul armean Movses Khorenatsi în lucrarea sa "Istoria Armenilor". În limba turcă, râul este cunoscut sub numele de Arpachay sau Arpachay de Vest, nume care este uneori tradus prin "râul Orzului" (din turcă "Arpa", care înseamnă orz comun).
Râul Akhuryan a jucat un rol important în istoria regiunii, fiind o importantă cale de transport și o sursă vitală de apă pentru agricultură și irigații. În prezent, acesta rămâne una dintre cele mai importante resurse de apă din Caucazul de Sud, fiind o atracție turistică importantă și o sursă de tradiții culturale pentru comunitățile din regiune.

## Caracteristici geografice și fizice
Râul Akhuryan are o serie de caracteristici geografice și fizice care îl fac unul dintre cele mai importante râuri din Caucazul de Sud. Izvorul său se află pe un platou la o altitudine de 2023 m, în apropiere de rezervorul Arpilich, care a fost creat în anul 1950. Inițial, râul curge aproximativ 15 km spre est prin pajiști umede, colectând mai mulți afluenți care își au originea pe creasta Kechut. În această zonă, malurile sunt mlăștinoase, iar debitul râului este lent.
După această porțiune, canalul râului se îndreaptă spre sud și intră în platoul Shirak. Aici, râul curge printr-un defileu stâncos adânc, care în unele locuri atinge o adâncime de 400 m, tăind în drumul său un câmp de lavă de origine vulcanică. La câțiva kilometri în aval de gara din Agin, râul Akhuryan este barat pentru a forma rezervorul de apă Akhuryan. Acesta este alimentat și de râul Akhuryan, cel mai mare afluent al râului.
Bazinul râului Akhuryan prezintă o geomorfologie complexă, care include urme ale vechilor văi fluviale, procese de revărsare și surpare. În valea Akhuryan, situată la nord-vest de Ghiumri, au fost observate alunecări de teren care au perturbat acoperirea solului și au distrus așezări. Satul Marmashen, situat pe malul stâng al râului, a fost distrus și relocalizat pe un deal de tuf.
Din punct de vedere hidrologic, principalele afluenți ai râului Akhuryan sunt Karakhan, Kars, Charyun, Alajan (râul Ani) și Tekor pe partea dreaptă, și Karangum pe partea stângă. Acești afluenți joacă un rol important în alimentarea debitului râului Akhuryan, care este vital pentru economia și agricultura regiunii.
Râul are o lungime de 186 km, din care aproximativ două treimi se desfășoară de-a lungul frontierei dintre Armenia și Turcia. Bazinul hidrografic al râului are o suprafață de 9.670 km², iar apele sale sunt utilizate în principal pentru irigații. În apropiere de Ghiumri, pe râu se află mica hidrocentrală de la Ghiumri (Leninakan), una dintre cele mai vechi din Armenia, pusă în funcțiune în 1928.
În 1973, guvernul Uniunii Sovietice și guvernul Republicii Turcia au încheiat un acord privind cooperarea și construirea unui baraj și a unui rezervor pe râul de frontieră Akhuryan. În baza acestui acord, Armeniei i s-a acordat dreptul de a utiliza jumătate din debitul celor două râuri transfrontaliere, Araks și Akhuryan, ceea ce a sporit bilanțul resurselor de apă ale țării cu încă 0,94 km³/an.
În 1985, a început construcția rezervorului Kapsi pe râul Akhuryan, în provincia Shirak, dar construcția a fost suspendată în 1993. Înălțimea barajului a fost redusă la 20 de metri în loc de înălțimea proiectată de 73 de metri. În 2013, s-a decis refacerea rezervorului.
În râul Akhuryan a fost observată prezența următoarelor specii de pești:
- Carp argintiu (Ctenopharyngodon idella)
- Crap comun (Cyprinus carpio)
- Pastrugă (Capoeta capoeta)
- Păstrăv armean (Barbus goktschaicus)
- Păstrăv de munte (Salmo trutta fario)
- Crapul argintiu pătat (Aristichthys nobilis)
- Avat (Aspius aspius)
- Crapul (Barbus lacerta cyri)
- Mustața chanari (Barbus capito)
- Murza (Barbus mursa)
- Crapul european (Cyprinus carpio carpio)
- Gobița persană (Gobio persus)
- Amur negru (Mylopharyngodon piceus)
- Somn (Silurus glanis)

## Litoralul
Litoralul râului este bogat în istorie și cultură. Orașul Ghiumri, al doilea ca mărime din Armenia, este situat pe malul stâng al râului. Patru dintre cele douăsprezece capitale antice ale Armeniei - Yerazgavors, Ani, Bagaran și Yervandashat - au fost construite pe malurile Akhuryanului, împreună cu alte așezări istorice, cum ar fi Yervandakert, Mren și Marmashen. Conform arhitectului Toros Toramanyan, peste râul Akhuryan au fost construite nouă poduri, de la Marmashen până la gura de vărsare a râului Araks. Unele dintre aceste poduri au avut arcuri cu o lățime de 23-30 de metri, iar rămășițele lor s-au păstrat până în prezent.
În plus, lupta de la Arpachay din începutul secolului al XIX-lea a avut loc pe malul râului Akhuryan, între forțele rusești și turcești ale seraskirului de Erzurum Yusuf Pașa. Astfel, litoralul de coastă al râului Akhuryan este un important loc istoric și cultural al Armeniei.